# Aron Henning
Aron Henning (født 1984 i Midtjylland) er tidligere landsformand for Unge Kristendemokrater, valgt i 2012. Tidligere havde han også været næstformand og kasserer for organisationen.
Aron Henning har haft flere poster i Kristendemokraterne, hvor han i 2011 var partiets folketingskandidat i Rudersdalkredsen. Han er en del af partiets formandskab og har siddet i flere bestyrelser og udvalg.
Aron Henning er uddannet socialpædagog og bor i Mariager. Aron Henning har også studeret teologi i et år på Mariager Højskole.